# Kosmos 300
Kosmos 300 (ros. Космос-300) – radziecka sonda kosmiczna, która miała dotrzeć do Księżyca w ramach programu Łuna. Nie zdołała opuścić orbity okołoziemskiej.
Sonda została wystrzelona 23 września 1969 roku z kosmodromu Bajkonur. Była to sonda tego samego typu co wystrzelona dwa miesiące wcześniej Łuna 15, która rozbiła się na powierzchni Księżyca. Także ona miała przywieźć na Ziemię próbki regolitu. Sonda osiągnęła orbitę okołoziemską, ale człon ucieczkowy nie zadziałał. Stwierdzono, że przyczyną było zacięcie się zawora doprowadzającego utleniacz, który wyparował w próżni kosmicznej. Jako że sonda pozostała sprawna, zaproponowano wykorzystanie jej do przetestowania manewru wejścia w atmosferę; ostatecznie do tego nie doszło i 27 września sonda spłonęła w atmosferze.
Radzieckim sondom, które pozostały na orbicie okołoziemskiej, nadawano oznaczenie Kosmos, niezależnie od tego jaki miał być cel misji. Zgodnie z tą praktyką sonda została nazwana Kosmos 300.